# Spiel der Verlierer
Spiel der Verlierer ist ein von Rainer Werner Fassbinder 1978 produzierter deutscher Spielfilm mit Jörg von Liebenfelß, Maria Schell und Claus Holm in den Hauptrollen.

## Handlung
Matthias Kluth, mit etwa 50 Jahren ein Transportunternehmer mittleren Alters, arriviert aber alleinstehend, verliebt sich in Anita Friedrichs. Sie ist die gerade erst 15-jährige Tochter des mit ihm befreundeten Gastwirtehepaars Anna und Georg Friedrichs. Anitas Eltern sind vehement gegen diese Verbindung und wollen das Paar um jeden Preis trennen, profitieren andererseits finanziell von dieser Liaison und haben keine Skrupel, Kluth nach Herzenslust auszunehmen. Bald fliegt diese gesellschaftlich nicht akzeptierte Beziehung auf. In Windeseile bricht Kluths Lebenslüge wie ein Kartenhaus zusammen. Schließlich sieht Kluth sich vor dem Scherbenhaufen seiner bislang wohlanständigen, gutbürgerlichen Existenz: Nachdem er erfahren hat, dass Anita von ihm schwanger ist und infolgedessen nicht nur die Friedrichs ihm die Freundschaft kündigen, sondern ihm sogar damit drohen, ihn wegen Verführung Minderjähriger bei der Polizei anzuzeigen, sieht er keinen Ausweg mehr und bringt sich um.

## Produktionsnotizen
Spiel der Verlierer entstand zwischen 6. Dezember 1977 und dem 25. Januar 1978 an 30 Drehtagen in Berlin und Djerba (Tunesien). Die Fertigstellung erfolgte am 28. Mai 1978, die Uraufführung fand am 13. Oktober desselben Jahres statt. Massenstart des Films war am 5. Januar 1979 in Hamburg und in München.
Fassbinder, der an der Produktion von Spiel der Verlierer beteiligt gewesen war und mit seiner Stamm-Editorin Juliane Lorenz unter dem Pseudonym „Franz Walsch“ auch den Schnitt besorgte, ermöglichte hiermit seinem ehemaligen Regieassistenten Christian Hohoff dessen einzige Regiearbeit. Eine Reihe von weiteren Fassbinder-Mitarbeitern wirkten ebenfalls an diesem Film mit, darunter Komponist Peer Raben, Schauspielerin Margit Carstensen, Kameraassistent Horst Knechtel und dessen früherer Chef, Kameramann Michael Ballhaus, der hier aber ausnahmsweise nicht hinter, sondern vor der Kamera stand. Er spielte den Dr. Müller.

## Kritiken
„Christian Hohoff, nach Ulli Lommel und Michael Fengler schon der dritte langjährige Fassbinder-Mitarbeiter, der sich selber als Regisseur versucht, verleugnet in keiner Einstellung den Einfluß seines Mentors. Nicht nur Margit Carstensen in der Rolle einer zickigen Sekretärin, sondern auch die Musik von Peer Raben und die vorzügliche Kameraarbeit von Horst Knechtel (der Assistent des Fassbinder-Kameramanns Michael Ballhaus war) erinnern an Fassbinders Kleinbürgertragödien vom ‚Händler der vier Jahreszeiten‘ bis ‚Angst essen Seele auf‘ […] In den besten Sequenzen gelingt Hohoff eine intelligente Imitation von Fassbinders artifiziellem Erzählstil. Seine Dialoge und zumal seine Schauspielerführung (unsäglich: Maria Schell) wirken indessen oft schwerfällig und dilettantisch.“

„Das im Kleinbürgertum angesiedelte und sozialkritisch konzipierte Rührstück ist der inszenatorisch völlig mißlungene Erstlingsfilm eines Fassbinder-Mitarbeiters. Fassbinder selbst fungierte als Produzent und wirkte (unter seinem Pseudonym Franz Walsch) auch am Schnitt mit.“